# Fernando de Almeida Loureiro e Vasconcelos
Fernando de Almeida Loureiro e Vasconcelos (Chaves, 26 de Março de 1874 - Lisboa, Santa Catarina, 2 de Novembro de 1944) foi um militar, político, professor universitário e publicista português.

## Biografia
Filho de Fernando de Almeida Loureiro e Vasconcelos (Viseu, 25 de Junho de 1829 - Bragança, 14 de Julho de 1880), Capitão do Exército, e de sua mulher Mariana Augusta de Vasconcelos de Abreu Castelo Branco (Tondela, Campo de Besteiros, Santa Eulália, 28 de Maio de 1837 - Porto, 30 de Novembro de 1876), e irmão do 1.° Visconde de Almeida e Vasconcelos.
Casou em 1901 com Angélica de Vilhena, filha do 1.° Visconde de Ferreira do Alentejo, José Joaquim Gomes de Vilhena, e de sua mulher e prima Amélia Augusta de Vilhena, residentes em Ferreira do Alentejo.
A sua carreira militar iniciou-se com o alistamento como voluntário no Regimento de Infantaria N.° 1, Unidade na qual foi incorporado a 9 de Agosto de 1889. Fez o curso do Real Colégio Militar em 1889, o curso preparatório para Engenharia Militar pela Escola Politécnica de Lisboa em 1892, e, finalmente, o curso de Engenharia Militar da Escola do Exército em 1895. Nestas duas últimas instituições de ensino viria a revelar-se um aluno brilhante, tendo sido distinguido com numerosos prémios.
Ainda como Tenente de Engenharia, foi requisitado para uma Comissão de Serviço no Ministério das Obras Públicas, Comércio e Indústria, desempenhando funções na Direcção-Geral de Agricultura, a partir de 30 de Maio de 1899 e até Junho de 1905. Em 1901, estava em serviço na prospecção técnica das farinhas e do pão, e, em 1915, encontrava-se ao serviço do Ministério do Fomento como Engenheiro Subalterno de 1.ª Classe do Corpo de Obras Públicas e Minas. A 16 de Fevereiro de 1918, já estava ao serviço do Ministério do Comércio, para, depois, ser colocado, como Adido, no então Ministério do Comércio e Comunicações, em 1920. O seu percurso militar terminou em 1920, ao atingir a patente de Coronel.
Foi eleito Deputado pelo Círculo Eleitoral de Beja, nas listas do Partido Regenerador, nas eleições legislativas de Abril de 1906, sendo proclamado a 4 de Junho, e reeleito pelo mesmo Círculo Eleitoral nas eleições de 1908, tendo prestado juramento a 2 de Maio. Integrou em 1908 as Comissões Parlamentares de Obras Públicas e de Instrução Primária e Secundária. Em 1909, fez parte da Comissão Interparlamentar de Colonização. Produziu um extenso discurso, em que pretendia fundamentar o seu voto favorável ao Projecto de Lei sobre a chamada Lista Civil. Neste discurso, condenou o Regicídio, distanciou-se de João Franco na questão dos adiantamentos à Casa Real e fez profissão de fé na Monarquia Constitucional, que desejava "profundamente liberal e sinceramente democrática", mas defendeu a reabilitação da prática política, para o qual o Ministério de Acalmação deveria contribuir. No entanto, a questão de fundo que suporta o discurso é, sem dúvida, a tentativa de tentar pacificar a Câmara dos Deputados no que respeitava à liquidação dos adiantamentos, e garantir que o processo seria do conhecimento dos Deputados. Comparou a contribuição monetária de diversos países Europeus para a manutenção das suas Monarquias, acabando a defender como correcta a dotação a inscrever no Orçamento, e que, de acordo com a aprovação da Câmara, seria idêntica às de 1831 e de 1838. No entanto, defendeu a necessidade de o Administrador da Casa Real responder perante o Governo pelos gastos da Família Real, a 30 de Maio e 14 de Julho de 1908. Sobre a relação entre a Aristocracia e a Sociedade, voltou a pronunciar-se, aquando da notícia da morte de Eduardo VII da Grã-Bretanha e Irlanda em 1910. Este Deputado considerou a atitude dos vários grupos sociais face à Monarquia como exemplares. Já no caso português, por comparação, considerou que a perda de privilégios da Nobreza e a fama de que os Nobres dependiam dos Reis, ao contribuírem para o desprestígio deste grupo social, terá sido decisiva para a formação duma "centralização excessiva e despótica, em prejuízo das liberdades públicas e do progresso da Nação. Na Inglaterra, a aristocracia e a democracia sempre têm dado as mãos", a 1 de Junho de 1910. A sua última intervenção respeitou a mais um voto de pesar, pela morte de três Deputados, que haviam falecido durante o interregno parlamentar, entre eles Peixoto Correia e o 1.° Conde de Macedo. Deste último, filiado no Partido Progressista, traçou-lhe uma biografia, a 6 de Junho de 1910.
Em 1914, desempenhou o cargo de Governador Civil do Distrito de Portalegre.
Foi Engenheiro-Consultor, a partir de 1919, cargo que ainda exercia em 1935, do Ministério da Agricultura, onde desempenhou funções técnicas desde 1912. Foi nomeado, a 11 de Agosto de 1923, para estudar a organização do Ensino Agronómico no Brasil. Representou Portugal por diversas vezes em eventos internacionais, no âmbito da sua especialidade. Como Representante do Ministério da Agricultura, assistiu, em Madrid, Espanha, ao 7.° Congresso da Associação Espanhola para o Progresso das Ciências. Em 1920, esteve presente no Congresso Internacional de Matemática em Estrasburgo, França.
Professor do Instituto Superior de Agronomia da Universidade Técnica de Lisboa, pelo menos, desde 1919.
Possuía diversas condecorações.
Bibliografia:
- As Matemáticas Superiores no Instituto Superior de Agronomia, Coimbra, 1901[3]
- Sobre a rotação das forças à roda dos pontos de aplicação e o equilíbrio estático, Coimbra, 1912[3]
- A rotina do trabalho cientificamente organizado - o Taylorismo, Lisboa, 1918[3]
- A numeração fraccionária no papiro de Rhind e em Herão de Alexandria, Coimbra, 1923[3]
- Os progressos da indústria agrícola no Brasil, Lisboa, 1923[3]
- História das Matemáticas na Antiguidade, Paris-Lisboa, 1926[3]
- Organização científica do trabalho agrícola, Lisboa, 1931[3]
- Daniel Augusto da Silva e a constituição da Astática. Uma prioridade da ciência matemática portuguesa (1814-1878), Coimbra, 1933[3]
- Elementos de cálculo infinitesimal e das probabilidades. Curso do Instituto Superior de Agronomia, I, Lisboa, 1935[3]